# CRRC CF600
Der CRRC CF600 ist eine chinesische Hochgeschwindigkeits-Magnetschwebebahn auf Basis der Transrapid-Technologie. Das Fahrzeug wurde erstmals als Mockup im Mai 2019 in Qingdao vorgestellt. Hersteller ist die staatliche CRRC Qingdao Sifang Co. Ltd.

## Geschichte
Nachdem im Oktober 2016 bereits die Entwicklung einer 600-km/h-Magnetschnellbahn bekanntgegeben worden war, wurde im Mai 2019 erstmals ein Wagenkasten-Prototyp der Öffentlichkeit vorgestellt.
Von Januar bis Dezember 2020 ging eine Mittelsektion des Fahrzeugs auf der 1,5 Kilometer langen Magnetschwebebahn-Versuchsstrecke der Tongji-Universität in Erprobungsbetrieb. Auf dieser Strecke wurden ebenfalls Vorgänger-Transrapid-Kopien erprobt, darunter der CM1 Dolphin.
Der Name „CRRC 600“ wurde im Januar 2021 erstmals durch die deutsche Magnetschwebebahn-Informationsplattform magnetbahn.org verwendet. Der Hersteller bezeichnet das Fahrzeug offiziell jedoch als „CF600“.
Am 20. Juli 2021 erfolgte die offizielle Vorstellung des Fahrzeugs in einer Fünf-Sektionen-Konfiguration.
Zurzeit wird das Fahrzeug auf einer 660 Meter langen Strecke in Qingdao in einer 4-Sektionen-Konfiguration betrieben.

## Zusammenarbeit mit deutschen Firmen
CRRC wirbt öffentlich damit, das Fahrzeug alleine entwickelt zu haben, auch wenn es überwiegend auf deutschen Patenten basiert. Seit 2013 betreibt ThyssenKrupp mit chinesischen Instituten, CRRC und der Universität Stuttgart ein gemeinsames Forschungszentrum. 2018 wurde auch bekannt, dass ThyssenKrupp offiziell mit CRRC zusammenarbeitet; Themenschwerpunkte seien „Verkehr, Magnetschwebetechnologie und Smart Technologies“.

## Suche nach externen Strecken
Aktuell existiert noch keine Strecke für das Fahrzeug. Theoretisch wäre die Technologie kompatibel mit der Strecke des Transrapid Shanghai (SMT), jedoch ist die Betriebsleittechnik inkompatibel, da es sich bei der SMT-Strecke um Siemens-Technologie handelt, während CRRC eine eigene Betriebsleittechnikplattform entwickelte. Eine Nutzung der SMT-Strecke bei Nacht außerhalb der Fahrzeiten im Passagierbetrieb wurde im Jahr 2023 durch den CRRC-Vorsitzenden Sun Yongcai vorgeschlagen.
Anfang März 2021 wurde bekannt, dass CRRC eine Reaktivierung der Transrapid-Versuchsanlage Emsland (TVE) prüft.
Im April 2024 wurde bekannt, dass eine entsprechend lackierte Mittelsektion des Fahrzeugs in den vierten, im Jahr 2009 in China gefertigten Zug des Transrapid Shanghai eingebaut wurde, womit eine Erprobung bei Nacht möglich wäre.

## Neuauflage durch CRRC Changchun
Im März 2023 wurde durch ein Schwesterunternehmen von CRRC Qingdao Sifang, CRRC Changchun Railway Vehicles Co., Ltd., eine ebenfalls auf dem Transrapid basierende Magnetschwebebahn vorgestellt, das auf der Tongji-Strecke betrieben wird. Im Vergleich zum CF600 hat das Fahrzeug mehr äußerliche Rundungen, zudem fehlen am Ende der bisher einzigen Sektion die Frontscheiben. Beide Züge haben gleiche Maße und sollen Geschwindigkeiten von bis zu 600 km/h erreichen können.